# پل گراهام
پل گراهام (انگلیسی: Paul Graham؛ زادهٔ ۱۳ نوامبر ۱۹۶۴) یک دانشمند رایانه، سرمایه‌گذار خطرپذیر و مقاله‌نویس اهل انگلستان است وی بخاطر کار بر روی لیسپ، برنامه کاربردی وب Viaweb و وای کامبینیتر شناخته می‌شود.
در سال ۱۹۹۶ گراهام و رابرت تاپن موریس، Viaweb نخستین نقطه تماس بین‌المللی (شرکت شتاب‌دهنده) را بنیانگذاری نمودند.

## زندگی و تحصیلات
گراهام و خانواده‌اش در سال ۱۹۶۸ به پیتسبورگ، پنسیلوانیا نقل مکان کردند، که بعدها در همین شهر در دبیرستان گیت‌وی تحصیل کرد. گراهام کارشناسی بی‌ای را از دانشگاه کرنل در سال ۱۹۸۶ دریافت کرد. سپس به دانشگاه هاروارد رفت و مدرک کارشناسی ارشد (۱۹۸۸) و پی‌اچ‌دی فلسفه (۱۹۹۰) را در رشته علوم رایانه دریافت کرد. او همچنین نقاشی را در مدرسه طراحی رود آیلند و در دانشکده هنرهای زیبای فلورانس خوانده است.

## حرفه
در سال ۱۹۹۶، گراهام و رابرت موریس شرکت ویووب (Viaweb) را تأسیس کردند و اندکی بعد ترور بلکول را به خدمت گرفتند. طبق گفته گراهام، شرکت ویووب اولین ارائه دهنده خدمات اینترنتی نقطه تماس بین‌المللی (ASP) بود. نرم‌افزار ویووب که بیشتر با لیسپ معمولی نوشته شده بود، به کاربران این امکان را می‌داد تا خریدهای اینترنتی خود را ایجاد کنند. در تابستان ۱۹۹۸، پس از اینکه جری یانگ توصیه اکیدی از علی پرتوی دریافت کرد، ویووب به یاهو به ارزش ۴۹.۶ میلیون دلار فروخته شد!.